# Neuroscienze contemplative
Le neuroscienze contemplative studiano i meccanismi neurali alla base della meditazione. L'oggetto di studio sono le manifestazioni neurologiche, psicologiche, epigenetiche, comportamentali, sociali e cognitive di uno stato mentale meditativo e calmo, compassionevole e disinteressato e allo stesso tempo all'erta (con piena consapevolezza del corpo). I ricercatori aspirano a comprendere tutti i tratti significativi dell'attenta consapevolezza di origine buddista (sati, Vipassana, mindfulness), prendendo le distanze dalle varie interpretazioni moderne di questo termine.

## Storia
Anni 1960: appaiono i primi studi sull'attività cerebrale di esperti meditanti che rilevano un aumento della potenza e dell'estensione spaziale delle onde alfa.
Anni 1970-1980: il primo a cercare di riprodurre lo stato meditativo in laboratorio è Arthur Deikman: i partecipanti devono osservare un vaso blu cercando di non pensare o sentire il proprio corpo. Tra gli altri pionieri ricordiamo: Alan Wallace, Richard Davidson e Daniel Goleman che iniziarono a condurre esperimenti per studiare gli effetti della meditazione descritta dal Buddismo e dallo Zen; Deane Shapiro interessato a tutti gli aspetti dell'autocontrollo. In assenza delle moderne tecniche di neuroimaging, i ricercatori cercavano di indagare gli stati contemplativi e meditativi della mente, osservando e misurando parametri fisiologici come il consumo di ossigeno, la resistenza della pelle, lo spettro dell'elettroencefalogramma (EEG) e valutando le emozioni sulla base di questionari standard. Iniziarono così a discriminare tra stati alterati della mente e cambiamenti a lungo termine nei partecipanti. Le discipline che convergono sullo studio dell'argomento sono soprattutto la psicologia e la neurologia (e la medicina in generale). In particolare Jon Kabat-Zinn ha studiato gli effetti della mindfulness sullo stress e sulla riduzione del dolore cronico.
Anni 2000: nasce una nuova era. Grazie ai nuovi strumenti di indagine, come la risonanza magnetica funzionale (fMRI), la magnetoencefalografia (MEG) e i nuovi metodi di neurostimolazione, si moltiplicano gli studi. Nei meditatori esperti, oltre alle onde alfa già descritte, si rilevano anche onde theta di grande ampiezza in un'ampia area dello scalpo e onde gamma
Uno dei centri che ha contribuito maggiormente allo sviluppo della ricerca rigorosa nel campo delle neuroscienze contemplative è stato il Mind and Life Institute, fondato nel 1987 dal 14º Dalai Lama, Adam Engle (un imprenditore americano) e il defunto neuroscienziato cileno, Francisco Varela. Il primo dialogo pubblico del Mind and Life Institute, dal titolo "Investigare la Mente", si tenne al MIT nel 2003. Questa conferenza, a cui parteciparono 1.200 scienziati e contemplativi, segnò la nascita pubblica delle neuroscienze contemplative negli Stati Uniti d'America. Da allora sono stati sviluppati diversi programmi accademici per studenti, dottorandi e ricercatori interessati ad approfondire i molteplici studi in corso, non solo negli Stati Uniti, ma anche in Europa e in Asia.

## Sfide
Nonostante alcune scoperte interessanti dovute all'utilizzo diffuso della fMRI, le neuroscienze contemplative stanno solo muovendo i primi passi. Alcuni problemi, ma anche potenziali indirizzi d'indagine sono: studiare i legami con l'etica; studiare l'espressione genica indotta; studiare l'alternativa al doppio-cieco, impossibile in questo tipo di indagini; studiare metodi che possano misurare la calma, la gentilezza, la consapevolezza attenta e la compassione.